# プラハ地下鉄C線
C線 (チェコ語: Linka C)は、プラハ地下鉄の路線。市内中心部の右岸半分を南北方向に横断、路線の終着は共に地図上で東側へ向く。1974年に開通、ピーク時あたりおよそ約26,900人を運ぶ、プラハ地下鉄における最古で、最も利用されている路線。駅数は20駅、距離22.41kmで所要時間は約35分である。

## 歴史

### C線第1区間
当初、建設は1966年に地下高速路面電車の路線として始まった。その一年後、プロジェクトは地下鉄列車の路線に変更された。フロレンス駅からカチェロフ駅へと結びつくこの区間は、1974年5月9日に開通した。長さ.6kmで、9つの駅やカチェロフ駅で1つある列車車庫を含んでいる。パンクラートス駅の周辺とヌスレェ橋の内側にあるヌスレェ渓谷が交差した場所を除いて掘り抜いたトンネルのほとんどは開削工法の技術を使用して建設された。 ムウゼム駅とフラヴニー・ナードラジー駅の間は路線で最も短い距離(約400メートル)である。
この区間の駅構内は主に大理石ブロックであり、大きなガラス窓を備えたヴィシェラト駅や石灰石ブロックのブデェヨヴィツカー駅は主な例外である。

### C線第2区間
1975年にカチェロフ駅から市の南部にある大きな住宅団地へとつなぐ第二区間5.3km、5駅の工事を開始した。駅構内の内装は石灰石ブロックとアルミタイルを使用した終着駅のハーイェ駅以外は、多くがセラミックタイルから構成されている。

### C線第3区間
ホレショヴィツェ地区を市内中心部に結び付ける第三区間の2.2kmは1984年に開通した。駅数は2駅。駅は第二区間と同様のセラミックタイルを装飾したが、ここではそれより大きいものである。

### C線第4区間
第4区間は、2つに分けた施工区間でありプラハ地下鉄における歴史の中で唯一のものである。

### C線第4区間1
2004年に開通したC線第4区間1は、 ナードラジー・ホレショヴィツェ駅から一時的に終着駅の役割を果たしたラードヴィー駅へまで伸びる。長さ4.0キロメートル (2.5 mi)であり、2つの駅が含まれていた。 2000年に始まったこの区間の建設は、おそらく地下鉄の歴史の中で最も困難なものであった。独自の技術を、ヴルタヴァ川の下にトンネルを構築する際に使用した。コンクリートのトンネル管は岸上の乾ドックの中で作られ、その後河床を掘削した箇所に敷設された。二つの線を建設して駅で乗客に不快を与えるピストン効果を取り除いた。コブィリスィ駅は初めてにして2008年の時点でプラハ地下鉄における唯一の単一アーチ形天井が穿設された駅である。この区間はプラハ地下鉄で複数の記録を保持している。
- 最も長い2つの駅間の距離 - ナードラジー・ホレショヴィツェ駅とコブィリスィ駅 (2748m)
- 最も高い海抜の駅 - ラードヴィー駅 (海抜282m)
- 最も深い水面下の駅 - コブィリスィ駅 (深さ31m)
- 2駅の間を最も高く上昇する - ナードラジー・ホレショヴィツェ駅とコブィリスィ駅 (高低差120m)

### C線第4区間2
先行した区間が開通後、直ちにプロセク駅とレトニャヌィ駅方面で工事を継続した。2008年5月8日に開通されるまで工事は、ほぼ4年間続いた。プロセク駅からレトニャニ駅までの区間のほとんどを掘っていた間にラードヴィー駅からプロセク駅までの区間は開削工法を使用して建設した。長さ4.6kmで3駅が含まれる。 

### 開通日

■C線 (■A線、■B線)
レトナニイ駅 (上端) - ハーイェ駅 (下端)

| 区間                                              | 開通日         | 距離    |
| ------------------------------------------------- | -------------- | ------- |
| フロレンス駅 - カチェロフ駅                       | 1974年5月9日   | 6.6 km  |
| カチェロフ駅 - ハーイェ駅                         | 1980年11月11日 | 5.3 km  |
| フロレンス駅 - ナードラジー・ホレショヴィツェ駅   | 1984年11月3日  | 2.2 km  |
| ナードラジー・ホレショヴィツェ駅 - ラードヴィー駅 | 2004年6月26日  | 4.0 km  |
| ラードヴィー駅 - レトナニイ駅                     | 2008年5月8日   | 4.6 km  |
| 合計:                                             | 20駅           | 22.7 km |

### 駅名変更
| 駅名                             | 旧駅名                   | 運営年    |
| -------------------------------- | ------------------------ | --------- |
| フロレンス駅                     | ソコロフスカー駅         | 1974–1990 |
| ヴィシェラト駅                   | ゴトワルドヴァ駅         | 1974–1990 |
| パンクラートス駅                 | ムラーデジュニツカー駅   | 1974–1990 |
| ロスティリィ駅                   | プリマートラ・ヴァツカ駅 | 1980–1990 |
| ホドフ駅                         | ブドヴァテルー駅         | 1980–1990 |
| オパトフ駅                       | ドルジュブイ駅           | 1980–1990 |
| ハーイェ駅                       | コスモナウトウー駅       | 1980–1990 |
| ナードラスイ・ホレショヴィツェ駅 | フチーコヴァ駅           | 1984–1990 |

## 駅一覧
| 日本語駅名                           | 現地語駅名         | 乗換路線 |
| ------------------------------------ | ------------------ | -------- |
| レトニャニ駅                         | Letňany            |          |
| プロセク駅                           | Prosek             |          |
| ストジジュコフ駅                     | Střížkov           |          |
| ラードヴィー駅                       | Ládví              |          |
| コビリシ駅                           | Kobylisy           |          |
| ナードラジー・ホレショヴィツェ駅     | Nádraží Holešovice |          |
| ヴルタヴスカー駅                     | Vltavská           |          |
| フロレンツ駅                         | Florenc            | B線      |
| フラヴニー・ナードラジー駅 （本駅）  | Hlavní nádraží     |          |
| ムゼウム駅 （博物館駅）              | Muzeum             | A線      |
| イヴァン・ペトロヴィチ・パヴロヴァ駅 | I. P. Pavlova      |          |
| ヴィシェフラド駅 （高城駅）          | Vyšehrad           |          |
| プラジュスケーホ・ポヴスターニー駅   | Pražského povstání |          |
| パンクラーツ駅                       | Pankrác            |          |
| ブジェヨヴィツカー駅                 | Budějovická        |          |
| カチェロフ駅                         | Kačerov            |          |
| ロズティリ駅                         | Roztyly            |          |
| ホドフ駅                             | Chodov             |          |
| オパトフ駅 （修道院長区）            | Opatov             |          |
| ハーイェ駅 （木立駅）                | Háje               |          |